# Itame vincularia
Itame vincularia là một loài bướm đêm trong họ Geometridae.